# Gauss (Schiff, 1941)
Die Gauss war ein deutsches Vermessungs- und Forschungsschiff.

## Geschichte
Das Schiff wurde 1941 auf der Werft D. W. Kremer Sohn in Elmshorn als Trinkwasserversorger für die Kriegsmarine gebaut. Es kam als Trave in Fahrt.
Nach Kriegsende gelangte es in den Besitz der USA und wurde zunächst in Wesermünde aufgelegt. 1948 wurde das Schiff dem neu gegründeten Deutschen Hydrographischen Institut (DHI) zur Verfügung gestellt. Es wurde für seine neuen Aufgaben umgebaut und im Januar 1950 als Gauss wieder in Dienst gestellt.
Das Schiff wurde für Forschungsfahrten in den Bereichen Seevermessung, Ozeanographie, nautische Technik und Meeresumweltüberwachung eingesetzt und legte während seiner Dienstzeit in über 300 Forschungsreisen rund 400.000 Seemeilen zurück. Ende Dezember 1979 wurde es in Hamburg außer Dienst gestellt und 1980 durch den gleichnamigen Neubau ersetzt.
Nach der Außerdienststellung wurde das Schiff in Lübeck aufgelegt. Zwischenzeitlich war angedacht, das Schiff wieder in Fahrt zu bringen oder zum Museumsschiff umzubauen. Im Sommer 2004 wurde es schließlich zur Verschrottung nach Liepāja geschleppt.

## Technische Daten und Ausstattung
Angetrieben wurde das Schiff von einem Sulzer-Halbach-Dieselmotor mit 735 kW Leistung (1000 PS). Es erreichte eine Geschwindigkeit von 12 kn.
Für das Ein- und Aussetzen von Messgeräten und -bojen sowie eines auf dem Achterschiff mitgeführten Bootes war das Schiff im Vor- und Achterschiffsbereich mit Ladebäumen ausgestattet.